# Computer Games Magazine
Computer Games Magazine fue una revista mensual impresa de videojuegos de Reino Unido, fundada en octubre de 1988 como una publicación de Games International. Durante su historia, se le conoció como Strategy Plus (octubre de 1990, número 1) y Computer Games Strategy Plus, pero cambió su nombre a Computer Games Magazine después de su compra por TheGlobe.com. En abril de 2007, tenía el récord de la segunda revista impresa de mayor duración dedicada exclusivamente a los juegos de computadora, detrás de Computer Gaming World. En 1998 y 2000, fue la tercera revista más grande de los Estados Unidos en este campo.